# Punctelia subflava
Punctelia subflava är en lavart som först beskrevs av Taylor, och fick sitt nu gällande namn av Elix & J. Johnst. Punctelia subflava ingår i släktet Punctelia och familjen Parmeliaceae.   Inga underarter finns listade i Catalogue of Life.